# التطعيم الجسري
يُستخدم التطعيم الجسري (bridge graft) كنوع من أنواع التطعيم العلاجي لتزويد جذور النبات بالمغذيات عند حدوث ضرر أو تلف باللحاء المسؤول عن نقل العصارة الغذائية من الأوراق إلى الجذور، مما يؤدي إلى انقطاع الإتصال بين المجموع الجذري والمجموع الخضري غالبًا ما يحدث هذا الجرح أو التلف بسبب الأرانب أو القوارض الأخرى، مما يؤدي إلى إزالة اللحاء بعيدًا ولأضرار بالشجرة. يؤدي عدم قدرة النبات على نقل الأغذية المصنعة في الأوراق وصولاً إلى نظام الجذر إلى موت نظام الجذر وفي دورة الموت، ويؤدي فقدان نظام الجذر إلى موت الأجزاء العليا من النبات ، وعندما يكون ربع محيط الجذع أو أقل متضرر، فقد لا يكون من الضروري استخدام هذه التقنية،وإنه صعب أيضًا على جذوع الأشجار الصغير، و يستخدم التطعيم الجسري «لسد» الفجوة أو الإصابة في الشجرة ، فيتم قطع كل القلم (فرع صغير من نبتة)  بشكل مدبب من أجل ان تطابق طبقات الكامبيوم في القلم المقطوع مع طبقات الشجرة التي يتم إصلاحها بمجرد وضعها في مكانها، يجب إغلاق جروح المطعمة بشكل محكم لمنع تحرك الأنسجة وللمساعدة على التحامها معًا.[بحاجة لمصدر]